# Figlia di Warlock
La Figlia di Warlock, il cui vero nome è Darla Aquista, più nota come pseudonimo è Laura Fell, è un personaggio dei fumetti pubblicati dalla DC Comics. Comparve per la prima volta in Robin (vol. 2) n. 121 (febbraio 2004), ed è stata creata da Bill Willingham e Rick Mays.

## Biografia del personaggio
Darla Aquista è la figlia del boss mafioso di Gotham City Henry Aquista, di cui disapprova gli sfondi criminali. Comparve per la prima volta quando Tim Drake ebbe il suo primo giorno di scuola alla Louis E. Grieve Memorial High School. Dato che i suoi amici intimidivano il solo amico di Tim, Bernard, lui tentò di parlare con loro così che lui potesse avere una chance di parlare con Darla. Tim riuscì a divenire un amico di questi ragazzi e andarono a mangiare qualcosa, e quando Bernard riuscì a parlare con Darla, lei mostrò interesse per Tim.
La volta successiva, stava litigando con suo padre, Henry Aquista. Lei credeva che Tim non volesse chiederle di uscire a causa del suo coinvolgimento con la mafia di Gotham. Henry ricevette una telefonata da Johnny Warlock, chiedendogli di liberare un'ondata di criminalità a Gotham, così da fare uscire Robin allo scoperto.
Poco dopo, il padre di Tim costrinse quest'ultimo a smettere di essere Robin. Nel frattempo, qualcuno conosciuto come Scarab setacciava la città in cerca di Robin. Mentre Spoiler monitorava la vita di Tim a scuola, vide Darla che lo baciava e arrabbiata se ne andò. Quando Tim disse che aveva una relazione con Stephanie a Darla, questa si arrabbiò e se andò piangendo, pensando di non piacergli.
All'inizio di Giochi di guerra cominciò, una gang rivale attaccò la macchina di Darla e la tirò fuori. Tim la salvò e la mandò da un gruppo di ragazzi mentre lui se la vedeva con i malfattori restanti. Una volta che furono tutti all'interno della scuola, un proiettile uscito dal nulla la colpì e la uccise.

### Figlia di Warlock
Henry Aquista viaggiò per il mondo in cerca della salma di sua figlia, cercando un mezzo per riportarla in vita, e arrivò da Johnny Warlock, che aveva trovato all'estero. Johnny scambiò la vita di Henry per quella di Darla. Quando uscì dalla bara, era rinata come la Figlia di Warlock. Comparve successivamente in un aeroporto ad Istanbul che si preparava a tornare a Gotham. Poco dopo, si vide Bernard, l'amico di Tim, che guidava la sua macchina, e che si sollevò dal terreno. Era la Figlia di Warlock che cercava Tim Drake, a far levitare il veicolo. Rivelò che ora si faceva chiamare Laura Fell, e che aveva bisogno di trovare Tim Drake perché non sapeva se divenire una supereroina o una criminale. Quando Laura trovò Tim, gli disse che lui sarebbe potuto stare con lei, solo dopo aver pagato il suo debito uccidendo Robin. Tim organizzò con Superboy una messa in scena, così che avrebbe potuto ingannare Laura facendole credere di aver ucciso sé stesso. "Robin" si fece vivo, Laura si trasformò nella Figlia di Warlock e attaccò Superboy. L'eroe sopravvisse, ma riportò gravi danni a causa della sua vulnerabilità alla magia.
Laura comparve la settimana successiva a Blüdhaven in The OMAC Project. La città era sotto un assedio degli OMAC e Johnny Warlock arrivò per riportarla alla normalità. Robin arrivò con il gruppo di Veterani e Johnny attaccò Laura per evitare che lei lo uccidesse. Tim riuscì a scaraventare Johnny al suolo, dovuto in parte alla credenza di Johnny che Robin fosse troppo forte per lui. Dopo la batosta, Robin scoprì che Laura era sparita. Insieme agli Shadowpact, Robin combatté contro i criminali fuggitivi in tutta Blüdhaven, cercando trovare Laura. Quando infine la trovarono, le suggerì di unirsi agli Shadowpact, e le promise di dirlo a Tim Drake. Un altro gruppo di criminali li attaccò. Laura li sconfisse liberando una grande quantità di potere. Robin la lasciò da sola dopo averlo salvato dall'annegamento utilizzando un CPR.

### Shadowpact
In seguito agli eventi di Crisi infinita, gli Shadowpact furono intrappolati dietro una barriera mistica dopo aver sconfitto dei nemici che utilizzavano la magia. Sebbene siano riusciti a distruggere la barriera, il gruppo ha perso un anno come prezzo. Scoprirono infatti che per loro erano passati solo alcuni giorni, mentre per il resto del mondo era trascorso un anno. Una delle loro fermate successive fu la Dark Tower di Joshua Coldrake, Maestro dell'Anti-Magia, dove avevano precedentemente imprigionato Johnny Warlock e Laura Fell. Laura fu condannata a un anno di carcere, e la proroga la lasciò sconvolta, settimane dopo che la sentenza era terminata. Gli Shadowpact promisero che la avrebbero portata sulla Terra molto presto. In Shadowpact n. 10, Ragman e Nightshade recuperarono Laura Fell dalla Dark Tower e la portarono all'Oblivion Bar. Alla fine del numero, si unì temporaneamente agli Shadowpact insieme ai due proprietari del bar in una missione per il ritrovamento del tridente di Blue Devil all'Inferno. Riuscirono nella missione, sebbene Laura fosse stata quasi strappata in due da Etrigan il Demone. In Shadowpact n. 17, Enchantress si arrabbiò con Laura per il suo agire sconsiderato in una battaglia contro gli zombi. Questo fu particolarmente più pericoloso a causa delle nuove regole della magia messe in atto dopo Il giorno della vendetta. Nightmaster diede ragione ad Enchantress e si impegnò ad addestrare la nuova recluta nell'utilizzo dei suoi poteri.

## Poteri e abilità
L'addestramento di Laura varia dagli incantesimi alla conoscenza del mondo reale, poiché è necessario che conosca le basi della fisica in modo tale da poterla manipolare.